# Милютин, Алексей Яковлевич
Алексей Яковлевич Милютин (1673—1755) — русский фабрикант. Основатель шёлковой мануфактуры в Москве.

## Биография

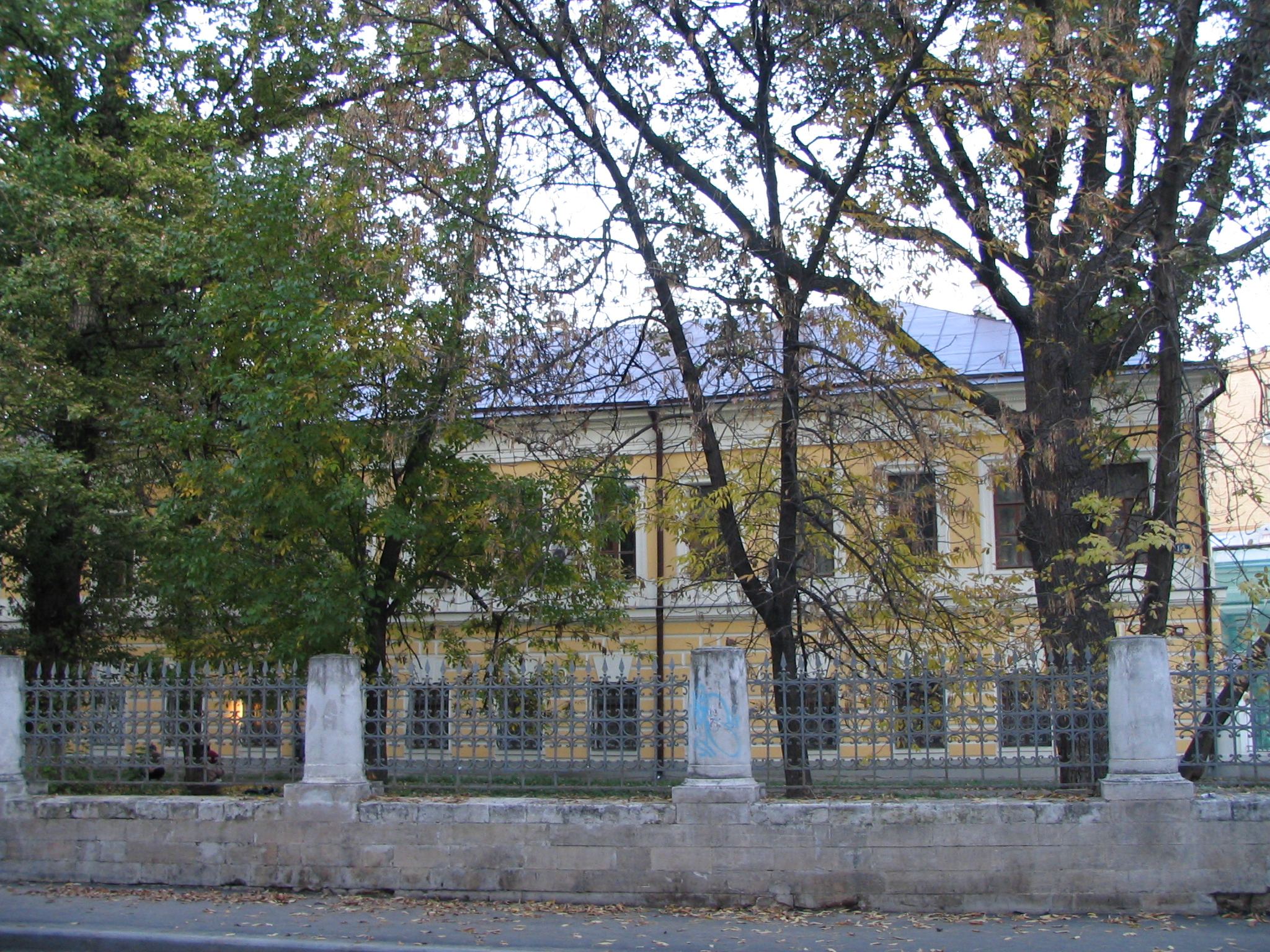
Дом А. Я. Милютина

Происходил из рода Милютиных. Служил при дворе комнатным истопником, также занимался купеческой деятельностью. В 1714 году основал в Москве шёлковую мануфактуру, располагавшуюся между Мясницкой и Сретенкой. К концу XVIII века эта фабрика стала крупнейшей в Москве. В 1721 году воспользовался правом приобретения сёл с крестьянами, предоставленным купцам-заводчикам. В 1735 году выстроил торговые здания на Невском проспекте в Санкт-Петербурге, известные как «Милютин ряд». 3 марта 1740 года императрицей Анной Иоанновной был пожалован грамотой на дворянство с гербом.

## Память
Переулок в Москве, на котором находилось домовладение Алексея Яковлевича, получил название Милютинского.